# Alesana Tuilagi
Alesana Tuilagi (Fogapoa, 24 de febrero de 1981) es un jugador samoano de rugby union, que ha representado en numerosas ocasiones a la selección de rugby de Samoa. Siendo un jugador notablemente fuerte, Tuilagi usa su combinación de ritmo y fuerza con buenos resultados, lo que lo hace muy difícil de manejar para los defensas.

## Carrera

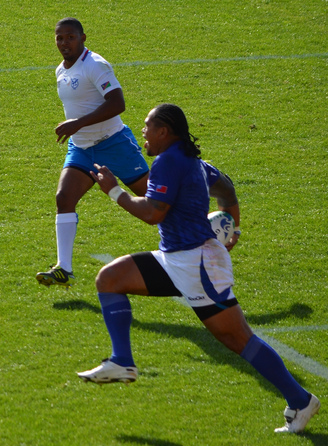
Tuilagi en el partido de Samoa contra Namibia en la Copa Mundial de Rugby 2011

Alesana Tuilagi hizo su debut en el Rugby Parma. Mientras estuvo en el Parma, donde Tuilagi jugó durante dos temporadas, fue el segundo máximo anotador de tries de la liga en la temporada 2003-04, con 12 tries en total durante la temporada, y fue importante para lograr llegar a las semifinales tanto de la competencia nacional como de la Parker Pen Shield. Hizo su debut en la selección de rugby de Samoa en un partido de clasificación para la Copa Mundial de Rugby de 2003 contra Fiji en junio de 2002. En 2004, la entrada ilegal de Tuilagi a Mark Cueto comenzó una pelea que condujo a la tarjeta amarilla de Semo Sititi y tarjetas rojas para Tuilagi y su compañero de equipo de los Tigers, Lewis Moody, quien se convirtió en el primer jugador de Inglaterra en ser expulsado en Twickenham.
Tuilagi fue incluido en la gira del equipo de rugby Pacific Islanders a Europa a fines de 2006 y jugó un papel importante en los éxitos de los equipos nacionales de Samoa en la Copa Mundial de Rugby de 2007.
Tuilagi tuvo su mejor temporada en 2010/11, terminando la temporada como el máximo anotador de tries del club y como el máximo goleador de la Premiership Rugby por primera vez. Alesana acumuló 17 tries en todas las competiciones, 13 en la Premiership, incluido el gol de la victoria en semifinales ante Northampton Saints y un hat-trick ante Gloucester en Welford Road.
Jugando junto a su hermano menor Manu, Alesana se enfrentó a su hermano mayor Henry durante la Copa Heineken en 2010/11 y también jugó contra su hermano Anitalea en la Premiership. Tuilagi ha sido titular en ocho de las nueve finales de los Tigers desde 2006/07, y solo se perdió la final de la Guinness Premiership contra los London Irish en 2009 debido a una suspensión. Fue el Jugador del partido en la victoria final de la Premiership 2006/07 sobre Gloucester, anotando dos tries, y comenzó la final de 2010 cuando Leicester derrotó a Saracens. También fue nombrado Jugador del Año de los aficionados en la misma temporada.
Tuilagi fue incluido nuevamente en el equipo de Samoa para la Copa Mundial de Rugby 2011 en Nueva Zelanda. Fue titular en los 4 juegos de grupo y anotó un triplete contra Namibia. Después de los ocho años con Leicester, Tuilagi se fue después de la temporada 2011-12 de la Premiership Rugby para unirse a NTT Communications Shining Arcs de la Top League japonesa. El 8 de mayo de 2014, Tuilagi regresó a Inglaterra para competir en la Premiership Rugby con Newcastle Falcons en un contrato de dos años, reuniéndose con su hermano Anitelea.

### Victoria histórica
Tuilagi formó parte del equipo de Samoa que venció a Australia 32 a 23 el 17 de julio de 2011 en Sydney en un partido de prueba. Tuilagi hizo el try inicial cuando Samoa logró 4 tries contra los 2 de Australia.

## Vida personal
Tuilagi tiene cinco hermanos: Henry, Anitelea, Fereti, Vavae y Manu, todos jugadores de rugby.
Tuilagi fue arrestado el 26 de agosto de 2014 en Dublín después de presentarse en el aeropuerto de Dublín. Se había emitido una orden de detención europea en relación con un asalto en un club nocturno de Dublín varios años antes.